# Pierre Charpentier
Pierre Joseph Charpentier, född 28 mars 1888 i Paris, var en fransk ishockeyspelare. Han var med i de franska lag som kom på delad femte plats vid OS i Antwerpen 1920 och vid OS i Chamonix 1924.